# 천가람
천가람(2002년 10월 19일~)은 대한민국의 여자 축구 선수로 포지션은 공격수이다. 현재 WK리그의 화천 KSPO 여자 축구단 소속으로 활동하고 있다.

## 어린 시절
성거초등학교 재학 시절 육상부 선수로 활약했지만 5학년 때부터 당시 축구 선수였던 친오빠를 따라 남자 축구부에 들어가 축구를 시작하게 되었다.이후 현대청운중, 충주예성여자중을 거치고 울산과학대에 입학해 했으며, 울산과학대 감독 강성민은 “재능이 정말 좋은 선수다. 공격수가 갖춰야 할 모든 조건을 갖추고 있다. 체구가 작은 게 유일한 약점이지만 다른 장점으로 충분하 커버가 된다. 앞으로 지켜봐야 할 선수” 라며 그녀를 극찬했다.

## 구단 경력
2023년, WK리그 드래프트에서 전체 1순위로 지명되어 화천 KSPO 여자 축구단에 입단하게 되었다.

## 국가대표팀 경력
U-14 대표팀부터 U-17, U-20 대표팀을 모두 거쳤다. 2018년에는 FIFA U-17 여자 월드컵에 출전했고, 2019년에 열린 AFC U-20 여자 아시안컵, 2022년에 열린 FIFA U-20 여자 월드컵에 모두 참가했다.
2022년에 대한민국 여자 축구 국가대표팀에 발닥되며 성인 대표팀에 합류하게 되었으며, 콜린 벨 대한민국 여자 축구 국가대표팀 감독은 "천가람의 경우 기술이 좋고 경기 이해도도 높은 선수, 이번 소집 훈련에서 최적의 포지션을 찾으려고 한다. 개인적으로는 사이드보다 중앙 미드필더가 더 적합할 것 같은데, 지소연 옆에서 같이 뛰게 하면서 훈련을 해볼 것"이라고 그녀에 대해 평가했다.
2023년 FIFA 여자 월드컵 본선 명단에 이름을 올리며 생애 첫 월드컵에 참가하게 되었다.

## 플레이 스타일
양발을 모두 사용하며 슈팅도 준수하여 득점도 자주 기록한다. 또한 스피드와 드리블 능력을 활용해 공격진의 좌우 측면과 최전방을 모두 소화해낼 수 있으며 천가람 본인은 “팀이 필요한 곳에서 뛰는 게 맞다. 개인적으로는 왼쪽 윙이 편하다. 드리블을 워낙 좋아한다. 왼쪽에서 중앙으로 치고 들어가는 플레이를 좋아한다. 제가 아직 슈팅력이 조금 부족한데 슈팅력을 키워 손흥민 선수처럼 되고 싶다”라고 밝혔다. 비록 159cm의 단신이지만  “키는 좀 작아도 괜찮다. 무게중심이 낮으면 오히려 키 큰 선수들을 더 어렵게 할 수 있다. 크게 신경쓰지 않는다. 오히려 좋은 것도 있다”라며 자신의 생각을 밝혔다.

## 수상 경력

### 개인
- 2023 KFA 올해의 영플레이어상[2]
- 2024 KFA 올해의 선수상